# Aliya Dhuique-Hein
Aliya Dhuique-Hein (8 de julio de 2001) es una deportista alemana que compite en esgrima, especialista en la modalidad de florete. En los Juegos Europeos de Cracovia 2023 consiguió una medalla de bronce en la prueba por equipos.

## Palmarés internacional
| Juegos Europeos | Juegos Europeos    | Juegos Europeos   | Juegos Europeos     |
| Año             | Lugar              | Medalla           | Prueba              |
| --------------- | ------------------ | ----------------- | ------------------- |
| 2023            | Cracovia (Polonia) | Medalla de bronce | Florete por equipos |